# Sex (nummer)
"Sex" is een nummer van de Amerikaanse dj-trio Cheat Codes samen met het Nederlandse dj-trio Kris Kross Amsterdam. Het nummer werd op 19 februari 2016 uitgegeven door Spinnin' Records en werd een internationaal succes.

## Achtergrondinformatie
Het nummer bevat enkele samples van het nummer "Let's Talk About Sex" uit 1991 van Salt-n-Pepa. In tegenstelling tot het origineel, dat gaat over veilige seks en waarin gewaarschuwd wordt voor de negatieve kanten aan seks, wordt in "Sex" over iets minder veilige seks gezongen, met nieuwe coupletten en een elektronische dancebeat.
De bijhorende videoclip verscheen op 19 februari 2016 en is geregisseerd door Chris Campbell.

## Tracklijst
| Nr. | Titel              | Duur |
| --- | ------------------ | ---- |
| 1.  | Sex                | 3:48 |
| 2.  | Sex (extended mix) | 5:15 |

| Nr. | Titel                         | Duur |
| --- | ----------------------------- | ---- |
| 1.  | Sex (Hasse de Moor remix)     | 3:00 |
| 2.  | Sex (TV Noise remix)          | 3:44 |
| 3.  | Sex (TWRK and Doobious remix) | 3:26 |
| 4.  | Sex (Gregor Salto remix)      | 4:20 |
| 5.  | Sex (Kwint remix)             | 3:58 |
| 6.  | Sex (Carta remix)             | 4:25 |
| 7.  | Sex (Jasper Dietze remix)     | 3:49 |
| 8.  | Sex (Drianu remix)            | 3:43 |

## Hitnoteringen

### Nederlandse Top 40
| Hitnotering: 26-03-2016 t/m 30-07-2016 | Hitnotering: 26-03-2016 t/m 30-07-2016 | Hitnotering: 26-03-2016 t/m 30-07-2016 | Hitnotering: 26-03-2016 t/m 30-07-2016 | Hitnotering: 26-03-2016 t/m 30-07-2016 | Hitnotering: 26-03-2016 t/m 30-07-2016 | Hitnotering: 26-03-2016 t/m 30-07-2016 | Hitnotering: 26-03-2016 t/m 30-07-2016 | Hitnotering: 26-03-2016 t/m 30-07-2016 | Hitnotering: 26-03-2016 t/m 30-07-2016 | Hitnotering: 26-03-2016 t/m 30-07-2016 | Hitnotering: 26-03-2016 t/m 30-07-2016 | Hitnotering: 26-03-2016 t/m 30-07-2016 | Hitnotering: 26-03-2016 t/m 30-07-2016 | Hitnotering: 26-03-2016 t/m 30-07-2016 | Hitnotering: 26-03-2016 t/m 30-07-2016 | Hitnotering: 26-03-2016 t/m 30-07-2016 | Hitnotering: 26-03-2016 t/m 30-07-2016 | Hitnotering: 26-03-2016 t/m 30-07-2016 | Hitnotering: 26-03-2016 t/m 30-07-2016 | Hitnotering: 26-03-2016 t/m 30-07-2016 |
| Week:                                  | 1                                      | 2                                      | 3                                      | 4                                      | 5                                      | 6                                      | 7                                      | 8                                      | 9                                      | 10                                     | 11                                     | 12                                     | 13                                     | 14                                     | 15                                     | 16                                     | 17                                     | 18                                     | 19                                     |                                        |
| -------------------------------------- | -------------------------------------- | -------------------------------------- | -------------------------------------- | -------------------------------------- | -------------------------------------- | -------------------------------------- | -------------------------------------- | -------------------------------------- | -------------------------------------- | -------------------------------------- | -------------------------------------- | -------------------------------------- | -------------------------------------- | -------------------------------------- | -------------------------------------- | -------------------------------------- | -------------------------------------- | -------------------------------------- | -------------------------------------- | -------------------------------------- |
| Positie:                               | 34                                     | 24                                     | 8                                      | 4                                      | 2                                      | 3                                      | 6                                      | 6                                      | 8                                      | 8                                      | 11                                     | 12                                     | 13                                     | 18                                     | 20                                     | 22                                     | 26                                     | 35                                     | 40                                     | uit                                    |

### NederlandseSingle Top 100
| Hitnotering: (Week 1 t/m 29) 12-03-2016 t/m 24-09-2016 Hitnotering: (Week 30) 07-01-2017 | Hitnotering: (Week 1 t/m 29) 12-03-2016 t/m 24-09-2016 Hitnotering: (Week 30) 07-01-2017 | Hitnotering: (Week 1 t/m 29) 12-03-2016 t/m 24-09-2016 Hitnotering: (Week 30) 07-01-2017 | Hitnotering: (Week 1 t/m 29) 12-03-2016 t/m 24-09-2016 Hitnotering: (Week 30) 07-01-2017 | Hitnotering: (Week 1 t/m 29) 12-03-2016 t/m 24-09-2016 Hitnotering: (Week 30) 07-01-2017 | Hitnotering: (Week 1 t/m 29) 12-03-2016 t/m 24-09-2016 Hitnotering: (Week 30) 07-01-2017 | Hitnotering: (Week 1 t/m 29) 12-03-2016 t/m 24-09-2016 Hitnotering: (Week 30) 07-01-2017 | Hitnotering: (Week 1 t/m 29) 12-03-2016 t/m 24-09-2016 Hitnotering: (Week 30) 07-01-2017 | Hitnotering: (Week 1 t/m 29) 12-03-2016 t/m 24-09-2016 Hitnotering: (Week 30) 07-01-2017 | Hitnotering: (Week 1 t/m 29) 12-03-2016 t/m 24-09-2016 Hitnotering: (Week 30) 07-01-2017 | Hitnotering: (Week 1 t/m 29) 12-03-2016 t/m 24-09-2016 Hitnotering: (Week 30) 07-01-2017 | Hitnotering: (Week 1 t/m 29) 12-03-2016 t/m 24-09-2016 Hitnotering: (Week 30) 07-01-2017 | Hitnotering: (Week 1 t/m 29) 12-03-2016 t/m 24-09-2016 Hitnotering: (Week 30) 07-01-2017 | Hitnotering: (Week 1 t/m 29) 12-03-2016 t/m 24-09-2016 Hitnotering: (Week 30) 07-01-2017 | Hitnotering: (Week 1 t/m 29) 12-03-2016 t/m 24-09-2016 Hitnotering: (Week 30) 07-01-2017 | Hitnotering: (Week 1 t/m 29) 12-03-2016 t/m 24-09-2016 Hitnotering: (Week 30) 07-01-2017 | Hitnotering: (Week 1 t/m 29) 12-03-2016 t/m 24-09-2016 Hitnotering: (Week 30) 07-01-2017 |
| Week:                                                                                    | 1                                                                                        | 2                                                                                        | 3                                                                                        | 4                                                                                        | 5                                                                                        | 6                                                                                        | 7                                                                                        | 8                                                                                        | 9                                                                                        | 10                                                                                       | 11                                                                                       | 12                                                                                       | 13                                                                                       | 14                                                                                       | 15                                                                                       | 16                                                                                       |
| ---------------------------------------------------------------------------------------- | ---------------------------------------------------------------------------------------- | ---------------------------------------------------------------------------------------- | ---------------------------------------------------------------------------------------- | ---------------------------------------------------------------------------------------- | ---------------------------------------------------------------------------------------- | ---------------------------------------------------------------------------------------- | ---------------------------------------------------------------------------------------- | ---------------------------------------------------------------------------------------- | ---------------------------------------------------------------------------------------- | ---------------------------------------------------------------------------------------- | ---------------------------------------------------------------------------------------- | ---------------------------------------------------------------------------------------- | ---------------------------------------------------------------------------------------- | ---------------------------------------------------------------------------------------- | ---------------------------------------------------------------------------------------- | ---------------------------------------------------------------------------------------- |
| Positie:                                                                                 | 76                                                                                       | 46                                                                                       | 22                                                                                       | 14                                                                                       | 5                                                                                        | 3                                                                                        | 2                                                                                        | 2                                                                                        | 2                                                                                        | 2                                                                                        | 4                                                                                        | 4                                                                                        | 5                                                                                        | 7                                                                                        | 8                                                                                        | 12                                                                                       |
| Week:                                                                                    | 17                                                                                       | 18                                                                                       | 19                                                                                       | 20                                                                                       | 21                                                                                       | 22                                                                                       | 23                                                                                       | 24                                                                                       | 25                                                                                       | 26                                                                                       | 27                                                                                       | 28                                                                                       | 29                                                                                       |                                                                                          | 30                                                                                       |                                                                                          |
| Positie:                                                                                 | 14                                                                                       | 14                                                                                       | 16                                                                                       | 18                                                                                       | 22                                                                                       | 30                                                                                       | 37                                                                                       | 41                                                                                       | 40                                                                                       | 47                                                                                       | 50                                                                                       | 77                                                                                       | 92                                                                                       | uit                                                                                      | 83                                                                                       | uit                                                                                      |

### NederlandseMega Top 50
| Hitnotering: 26-03-2016 t/m 13-08-2016 | Hitnotering: 26-03-2016 t/m 13-08-2016 | Hitnotering: 26-03-2016 t/m 13-08-2016 | Hitnotering: 26-03-2016 t/m 13-08-2016 | Hitnotering: 26-03-2016 t/m 13-08-2016 | Hitnotering: 26-03-2016 t/m 13-08-2016 | Hitnotering: 26-03-2016 t/m 13-08-2016 | Hitnotering: 26-03-2016 t/m 13-08-2016 | Hitnotering: 26-03-2016 t/m 13-08-2016 | Hitnotering: 26-03-2016 t/m 13-08-2016 | Hitnotering: 26-03-2016 t/m 13-08-2016 | Hitnotering: 26-03-2016 t/m 13-08-2016 |
| Week:                                  | 1                                      | 2                                      | 3                                      | 4                                      | 5                                      | 6                                      | 7                                      | 8                                      | 9                                      | 10                                     | 11                                     |
| -------------------------------------- | -------------------------------------- | -------------------------------------- | -------------------------------------- | -------------------------------------- | -------------------------------------- | -------------------------------------- | -------------------------------------- | -------------------------------------- | -------------------------------------- | -------------------------------------- | -------------------------------------- |
| Positie:                               | 43                                     | 21                                     | 11                                     | 12                                     | 9                                      | 12                                     | 7                                      | 11                                     | 15                                     | 15                                     | 18                                     |
| Week:                                  | 12                                     | 13                                     | 14                                     | 15                                     | 16                                     | 17                                     | 18                                     | 19                                     | 20                                     | 21                                     |                                        |
| Positie:                               | 18                                     | 18                                     | 23                                     | 31                                     | 33                                     | 34                                     | 34                                     | 47                                     | 47                                     | 50                                     | uit                                    |

### VlaamseUltratop 50
| Hitnotering: 30-04-2016 t/m 30-07-2016 | Hitnotering: 30-04-2016 t/m 30-07-2016 | Hitnotering: 30-04-2016 t/m 30-07-2016 | Hitnotering: 30-04-2016 t/m 30-07-2016 | Hitnotering: 30-04-2016 t/m 30-07-2016 | Hitnotering: 30-04-2016 t/m 30-07-2016 | Hitnotering: 30-04-2016 t/m 30-07-2016 | Hitnotering: 30-04-2016 t/m 30-07-2016 | Hitnotering: 30-04-2016 t/m 30-07-2016 | Hitnotering: 30-04-2016 t/m 30-07-2016 | Hitnotering: 30-04-2016 t/m 30-07-2016 | Hitnotering: 30-04-2016 t/m 30-07-2016 | Hitnotering: 30-04-2016 t/m 30-07-2016 | Hitnotering: 30-04-2016 t/m 30-07-2016 | Hitnotering: 30-04-2016 t/m 30-07-2016 | Hitnotering: 30-04-2016 t/m 30-07-2016 |
| Week:                                  | 1                                      | 2                                      | 3                                      | 4                                      | 5                                      | 6                                      | 7                                      | 8                                      | 9                                      | 10                                     | 11                                     | 12                                     | 13                                     | 14                                     |                                        |
| -------------------------------------- | -------------------------------------- | -------------------------------------- | -------------------------------------- | -------------------------------------- | -------------------------------------- | -------------------------------------- | -------------------------------------- | -------------------------------------- | -------------------------------------- | -------------------------------------- | -------------------------------------- | -------------------------------------- | -------------------------------------- | -------------------------------------- | -------------------------------------- |
| Positie:                               | 46                                     | 38                                     | 25                                     | 26                                     | 27                                     | 25                                     | 25                                     | 30                                     | 36                                     | 37                                     | 36                                     | 44                                     | 45                                     | 48                                     | uit                                    |